# 野良スコ
『野良スコ』（のらスコ）は、内山勇士による日本のコメディショートアニメーション作品。
原作・監督・脚本・キャラクターデザイン・声優をすべて『紙兎ロペ』の映像デザイナー・内山勇士が務める。

## 概要
2013年秋よりYouTubeにてチャンネル公開され、2014年4月より「109シネマズ」劇場マナーCM「109シネマズSHORT MOVIE」として毎月最新作の幕間上映されたほか、テレビ朝日系「musicる TV」内にてコーナー放映された。また、2016年10月11日（火）森永製菓の「半熟ショコラ」発売を記念して、人気アニメ「野良スコ」とコラボした。動画はWeb限定。ショートアニメを森永製菓の公式YouTubeチャンネルにて期間限定公開された。その時に出演した声優の杉田智和は「野良スコの大ファン」だと公言していた｡　2017年の第10回したまちコメディ映画祭in台東にて、「野良スコ」マナーMOVIEの『したコメ』バージョンも公開された。
設定上、舞台が立石であることの縁から、葛飾区のプレミアムつき商品券やかつしかPayや関連イベントのイメージキャラクターとしても活躍している。又、2017年の第51回納涼花火大会では、主人公のコタローがモチーフの花火がうちあげられた。

## ストーリー
下町を舞台にしたスコティッシュフォールドの主人公「コタロー」とその仲間達によるコメディショートストーリー。スコットランドからやってきて、葛飾に住む猫のコタローが、地元の仲間達と、自由気ままにその日暮らしを送る。銭湯に通ったり、地元の野球チームに参加したり、大学生の友達と朝方までゲームをしたりといった日々の日常の生活を、独特の間合いと空気観でシュールに描いている。

## 登場人物
コタロー
葛飾区在住の外国産のスコティッシュフォールド（牡）の主人公。東京の下町でダラダラと自由気ままに過ごす住所不定の野良ネコ。年齢不詳。スコットランド生まれの日本育ちで人間の言葉で話す。厚かましく誰に対してもタメ口で態度が大きく、とにかく生意気で小憎たらしくでふてぶてしいところもあるが、野球の試合になると意外とプレッシャーに弱い一面もあり、その時は気が小さくなる事も。何故か憎めないとこがあるのか、ご近所界隈では何故かコタローと仲良くやっている。猫舌ではなく、風呂も熱々を好む。お祭りと一番風呂が大好きという江戸っ子気質の一面も持っているという。時々毒を吐いたり、結構短気なとこもあって、ヤンキーと口論になったり、うっかりオナラをしてしまったダイスケを引っ掻いてしまった事もある。また、キレると完全にガラの悪いヤンキー口調でまくし立てる。
人間である近所の大学生やオッサンらから愛されているのか、皆からは「コタ」や「コタロー」と呼ばれている。草野球での所属チームは八広シューティングスターズで左利きピッチャー。
料理や魚等の包丁さばきが得意という。意外にも姉貴であるミシェルには頭が上がらないのかタジタジになる事も。祖母の家はスコットランドのイーストキルブライドにある。
たこ焼き屋てっちゃんのオヤジ
コタロー行きつけのたこ焼屋のオヤジで、毎日たこ焼きを焼いている。コタロー等にたこ焼きを振舞う事もあり、結構仲の良い町内会の住人の一人。
サトシ
コタローの遊び仲間の大学生。ノボル、ダイスケ、コタローといつもつるんでいる。赤のチェックのシャツをいつも着ている。
ノボル
コタローの遊び仲間の大学生の一人。グリーンの服を着ている。サトシやダイスケよりも学年が上らしい。3時間寝坊してバイトをクビになったことがある。
ダイスケ
コタローの遊び仲間の大学生の一人。一人髪の毛の色が茶色い。服装はグレーのスウェットが多い。
マコト
コタローの遊び仲間の大学生の一人。絆創膏やソーイングセットを携帯している。
木村のおばちゃん
「タコ焼き」で会話中に名前のみ登場。コタローを社交ダンス仲間とのカラオケに誘った。
転校生
「転校生」に登場。一か月前に、父の転勤の影響で4年ほど住んでいたイギリスから引っ越ししてきた。名前は不明。
マナブ
「誕生日」に登場。ずっと目標にしていた会社の面接で不採用になった。ゴローとヘデキとの飲み会に誘われた。
ヤンキー（高校生）
「福引き」に登場。コタローとは仲が良い。学校をサボって福引きをし、2等の「デジタル一眼レフカメラ」を当てた。名前は不明。
シュンスケ
「作戦会議」に登場。コタローにプロポーズの構成を考えてもらった。
ケイちゃん
「女子力」に登場。コタローとスケボーをしていた。
ミシェル
「抜き打ち」に登場。コタローの姉で色違い。いつもリボンを頭に着けている。性格は見た目よりも気が強くコタローに対し結構口煩い。紹介の時に思わず本名ではなく日本名のミサトと口走ってしまう。コタロー曰く、実は日本に来るほんの数ヶ月前まで日本語が全く喋れなかったらしい。

### ゲストキャラ
ゴロ―
声 - LiLiCo
「誕生日」に登場。 パチンコで大当たりし、コタローに誕生日ケーキをプレゼントした。また、マナブを飲み会に誘った。
ヒデキ
声 - LiLiCo
「誕生日」に登場。ゴローとともに誕生日を迎えたコタローを祝った。
いとうさん
声 - いとうせいこう
「アンビリーバブル」(声なし),「誕生日」に登場。よく本を読んでいる。コタローの誕生日を祝った。
高橋
声 - 杉田智和
森永製菓"半熟ショコラ"とのコラボ回の「ハンコ編」のみに登場。ノボルの友人。たまたまノボルのアパートにいた大学生。白のTシャツにジーンズという出で立ち。コタローも遊びに来ていてコタツ机にあったチョコレート（半熟ショコラ）をコタローとワヤワヤとしているうちに、何だか知らないうちに全部食べてしまう。

## スタッフ
- 原案・監督・脚本・キャラクターデザイン - 内山勇士
- 出演 - ウチヤマユウジ
- ゲスト出演 - LiLiCo、いとうせいこう、ヒャダイン(「誕生日」編：DVD vol.1収録)、綾小路翔、こんどうようぢ、松本鈴香(「BBQ」編：DVD vol.2収録)ほか
- 製作 - 野良スコプロジェクト2014

## DVD
放送分および未放送分を収録したDVDが、フリュー株式会社より各巻15話収録で第4巻まで発売されている。販売はバップ。
| 巻 | 発売日         | 収録話                                            | 規格品番   |
| -- | -------------- | ------------------------------------------------- | ---------- |
| 1  | 2014年12月10日 | 約36分(本編約25分+特典映像1+2約11分)収録話数:15話 | VPBY-15657 |
| 2  | 2014年12月10日 | 約36分(本編約25分+特典映像1+2約11分)収録話数:15話 | VPBY-15658 |
| 3  | 2015年8月12日  | 約36分(本編約25分+特典映像1+2約11分)収録話数:15話 | VPBY-15659 |
| 4  | 2015年8月12日  | 約36分(本編約25分+特典映像1+2約11分)収録話数:15話 | VPBY-15660 |

## エピソードリスト
| 話   | タイトル         | 初出                     |
| ---- | ---------------- | ------------------------ |
| 1    | たこ焼き         | 2013年10月11日(YouTube)  |
| 2    | バグパイプ       | 2013年11月11日(YouTube)  |
| 3    | 緊張             | 2013年12月11日(YouTube)  |
| 4    | 一番風呂         | 2014年5月20日(musicるTV) |
| 5    | 転校生           | 2014年5月27日(musicるTV) |
| 6    | あけみママ       | 2014年6月3日(musicるTV)  |
| 7    | ペットボトル     | 2014年6月10日(musicるTV) |
| 8    | プロポーズ       | 2014年6月17日(musicるTV) |
| 9    | 店番             | 2014年7月1日(musicるTV)  |
| 10   | 26時             | 2014年7月8日(musicるTV)  |
| 11   | 起床             |                          |
| 12   | ブルーハワイ     | 2014年7月15日(musicるTV) |
| 13   | 246              | 2014年7月22日(musicるTV) |
| 14   | ラーメン         |                          |
| 15   | アンビリーバブル |                          |
| 特典 | 誕生日           |                          |

| 話   | タイトル   | 初出                      |
| ---- | ---------- | ------------------------- |
| 1    | 出世払い   | 2014年7月29日(musicるTV)  |
| 2    | 肉球       |                           |
| 3    | 猫だまし   |                           |
| 4    | プール     |                           |
| 5    | 横流し     |                           |
| 6    | 絶叫マシン |                           |
| 7    | 福引き     | 2014年9月2日(musicるTV)   |
| 8    | 扇風機     |                           |
| 9    | 土日ダイヤ |                           |
| 10   | 歩きタバコ |                           |
| 11   | 張り込み   |                           |
| 12   | 待ち時間   | 2014年10月14日(musicるTV) |
| 13   | 文化祭     |                           |
| 14   | 火の用心   | 2014年10月28日(musicるTV) |
| 15   | ダメージ   |                           |
| 特典 | BBQ        |                           |

| 話 | タイトル   | 初出                     |
| -- | ---------- | ------------------------ |
| 1  | ノート     |                          |
| 2  | ボウリング | 2015年1月(109シネマズ)   |
| 3  | 内見       |                          |
| 4  | カラオケ   |                          |
| 5  | ツボ       |                          |
| 6  | 初来日     |                          |
| 7  | 城跡       |                          |
| 8  | 雪         |                          |
| 9  | 運動不足   |                          |
| 10 | カツ丼     |                          |
| 11 | 注文       |                          |
| 12 | タクシー   |                          |
| 13 | 虫歯       |                          |
| 14 | 攻略本     | 2015年1月20日(musicるTV) |
| 15 | ドライブ   |                          |

| 話 | タイトル       | 初出                      |
| -- | -------------- | ------------------------- |
| 1  | ホームラン     |                           |
| 2  | 竿竹           |                           |
| 3  | ヌシ           |                           |
| 4  | 松茸           |                           |
| 5  | 逆鱗に触れる   |                           |
| 6  | 機種変更       |                           |
| 7  | 始発           |                           |
| 8  | 作戦会議       |                           |
| 9  | 骨折           | 2015年2月1日(109シネマズ) |
| 10 | 冷やし中華     |                           |
| 11 | 巨匠           |                           |
| 12 | プロ意識       |                           |
| 13 | けん玉         |                           |
| 14 | 三枚おろし     | 2015年1月26日(musicるTV)  |
| 15 | マナームービー | 2014年4月1日(109シネマズ) |

| 初出(JST)       | タイトル             | 備考                                                    |
| --------------- | -------------------- | ------------------------------------------------------- |
| 2015年4月25日   | シネマポイントカード | 109シネマズにて上映された。二子玉川店のみ22日から公開。 |
| 2015年12月26日  | 就活                 | YouTube「野良スコチャンネル」にて公開された。           |
| 2016年9月17日   | ババ抜き             | 「第9回したまちコメディ映画祭」で公開された。           |
| 2016年9月17日   | 抜き打ち             | 「第9回したまちコメディ映画祭」で公開された。           |
| 2016年10月11日  | ハンコ               | 森永製菓の「半熟ショコラ」とのコラボ。                  |
| 2017年6月3日    | 女子力               | YouTube「野良スコチャンネル」にて公開された。           |
| 2017年9月25日   | 上映マナー           | 「第10回したまちコメディ映画祭in台東」で公開された。    |
| 2019年4月27日   | ゴールデンウィーク   | YouTube「野良スコチャンネル」にて公開された。           |
| 2019年6月(予定) | ど根性               | YouTube「野良スコチャンネル」にて公開を予定している。   |

## 放送・上映
- 2013年秋よりYouTubeにて野良スコチャンネルを公開している。
- 2014年4月より「109シネマズ」劇場マナーCM「109シネマズSHORT MOVIE」として毎月最新作の幕間上映されている。
- 2015年3月までテレビ朝日系の音楽番組「musicる TV」内にてコーナー放映されていた。